# Heinrich Ferdinand Philipp von Sybel
Heinrich Ferdinand Philipp Sybel, ab 1831 von Sybel (* 5. Januar 1781 in Soest; † 19. Februar 1870 in Bonn) war ein deutscher Beamter und Politiker in der Rheinprovinz.

## Leben

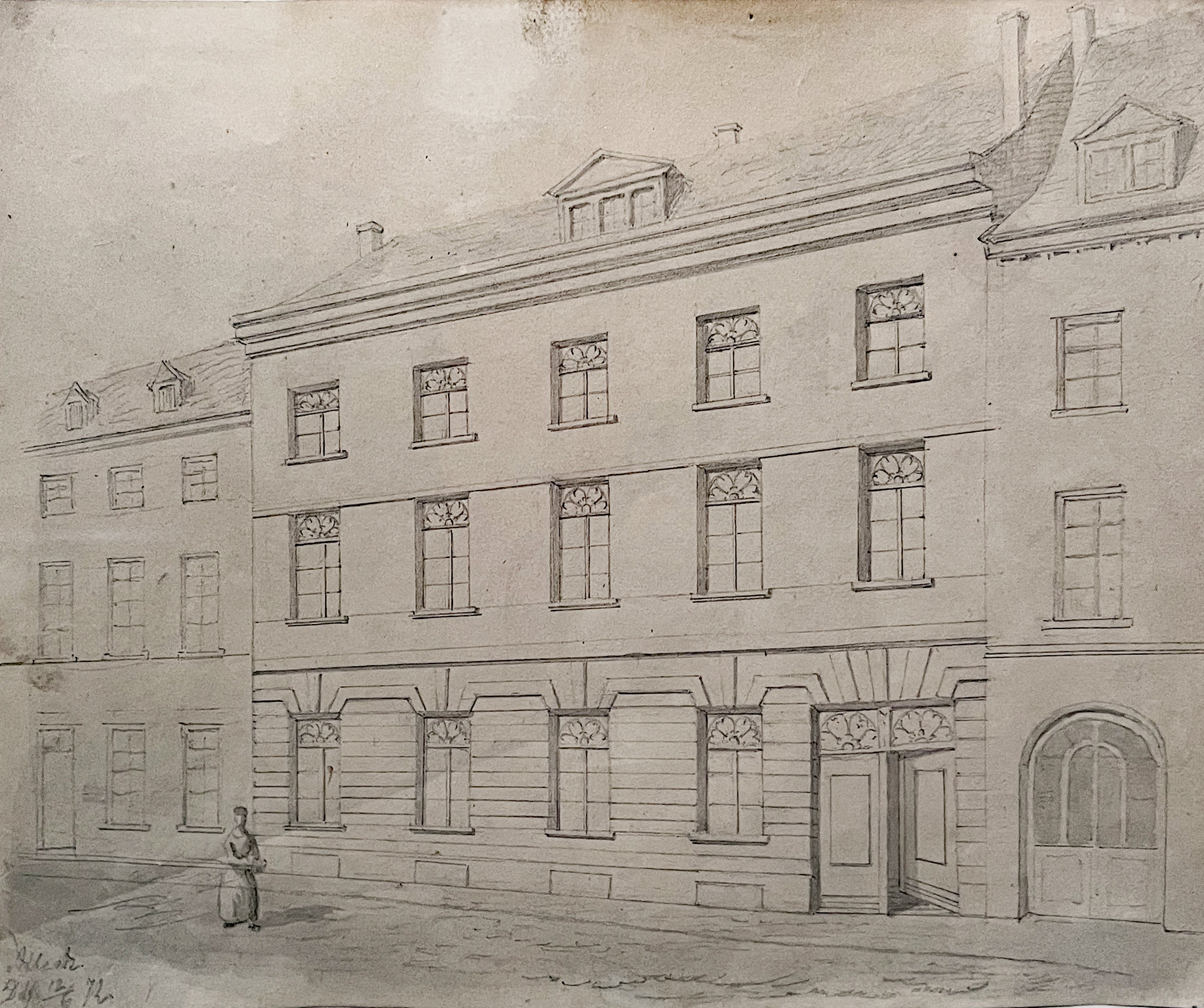
Haus Alleestraße 108 in Düsseldorf, Zeichnung Julius Kost (1872).

Er stammt aus einer alten, ursprünglich in Freudenberg (Siegerland), später im 16. Jahrhundert in Soest beheimateten protestantischen Pastoren- und seitdem am Archigymnasium tätigen Lehrerfamilie mit einer über vierhundertjährigen Kanzel- und Kathedertradition. Sein Vater Johann Ludolph Florens Sybel (1736–1823), Pastor an St.-Petrikirche (Soest) und wie seine Vorfahren ebenfalls Lehrer am dortigen Archigymnasium, und seine Mutter Florentine Brockhaus sahen in ihrem ältesten Sohn von 13 Kindern den natürlichen beruflichen Nachfolger des Vaters. Sein Schulrektor überzeugte seine Eltern und ihn, nicht Theologie, sondern Rechtswissenschaft zu studieren. Zunächst studierte er ab 1799 in Halle an der Saale, wo er sich 1800 dem Corps Guestphalia anschloss. Sein Studium, auch der Philosophie, schloss er 1804 in Berlin mit dem dritten, mit Auszeichnung bestandenen Staatsexamen ab.
Schon ein Jahr nach seiner Anstellung als Assessor bei der Regierung in Münster wurde er mit der Anklagebehörde und der Leitung des Zuchthauses betraut. Diese Aufgaben behielt er auch unter der französischen Besetzung; 1812 wurde er sogar zum Staatsanwalt berufen. Auch nach den Freiheitskriegen behielt er seine Stellung und wurde 1814 zum vorläufigen Kreisdirektor (Landrat) des Kreises Elberfeld bestellt. 1815 wurde er zum Oberlandesgerichtsrat in Emmerich ernannt.
1816 wurde Sybel zum Justitiar bei der neu gebildeten Regierung in Düsseldorf berufen. Am 2. September 1831 wurde er als königlich preußischer Regierungsrat in Düsseldorf in den preußischen Adelsstand erhoben. Er gehörte dem Verwaltungsrat der Köln-Mindener Eisenbahn-Gesellschaft an.
Das Haus der Familie von Sybel befand sich in der Alleestraße, heute Heinrich-Heine-Allee Nr. 7. Der Komponist Louis Spohr wohnte hier 1826 zu seiner Erstaufführung des Oratoriums Die letzten Dinge auf dem Niederrheinischen Musikfest und 1835 zu einem Treffen mit Felix Mendelssohn Bartholdy, Karl Immermann und Christian Grabbe.
1833 verließ Sybel den Staatsdienst und führte fortan mit seiner kunstverständigen Ehefrau das Leben eines wohlhabenden und einflussreichen Großbürgers. Er kaufte die Güter Isenburg bei Köln und Steinbüchel, heute Ortsteil von Leverkusen.
Im Jahr 1843 wurde Sybel zum Geheimen Regierungsrat ernannt. Er war Mitglied des Kunstvereins für die Rheinlande und Westfalen.

### Familie
Am 28. September 1815 heiratete er in Elberfeld Amalie Brügelmann (* 26. Juni 1798 in Elberfeld), die einzige Tochter des reichen rheinländischen Unternehmers Carl Friedrich Brügelmann und der Johanna Charlotta von Carnap, und wurde dadurch wirtschaftlich völlig unabhängig. Seine Söhne Heinrich von Sybel (1817–1895), Historiker und Politiker, und der Wirtschaftspolitiker Alexander von Sybel (1823–1902) wurden einflussreiche Mitglieder des preußischen Abgeordnetenhauses. Die älteste Tochter Luise Marie (* 19. Januar 1819; † 9. Mai 1895) heiratete den preußischen Generalleutnant Hermann von Seydlitz-Kurzbach (1810–1895), die zweite Emilie Auguste Cäcilie Therese (* 13. Juni 1825; † 24. Juni 1896) den Diplomaten Hermann Ludwig von Balan (1812–1874).

### Parlamentarier
Sybel war 1845 Mitglied des Provinziallandtags der Rheinprovinz. Vom 31. März bis zum 3. April 1848 war er Mitglied des Vorparlaments und vom 4. April 1848 bis 18. Mai 1848 des Fünfzigerausschusses. Von 1850 bis 1854 gehörte er der Ersten Kammer des Preußischen Landtags an. Von 1854 bis 1855 saß er als Abgeordneter des Wahlkreises Arnsberg 1 im Preußischen Abgeordnetenhaus. Er gehörte der Fraktion der Linken an.